# Западен Йоркшър
 Тази статия е за графството.  За урбанизираната територия вижте Западен Йоркшър (метрополис).  
Западен Йоркшър (на английски: West Yorkshire) е административно метрополно графство в регион Йоркшър и Хъмбър, Англия. В състава му влизат 5 общини на обща площ от 2029 квадратни километра. Населението на областта към 2005 година е 2 161 200 жители. До 1986 година, административен център е град Уейкфийлд. След тази година централното управление на областта е разпуснато и респективно разпределено между съставните общини.

## География
Графство Западен Йоркшър е част от „Йоркшър и Хъмбър“ – един от деветте административни региона в Англия. На запад граничи с графство Ланкашър. На югозапад се намира областта Голям Манчестър. В южна посока са разположени графствата Дарбишър и Южен Йоркшър, а на север и изток, графството граничи с областта Северен Йоркшър.
В графството се е развила една от най-големите урбанизирани територии в Обединеното Кралство – Метрополисът Западен Йоркшър. Зоната е образувана от оформения ринг на агломерациите на общинските центрове – Лийдс и Брадфорд на север, Халифакс на запад, Хъдърсфийлд и Уейкфийлд на юг.
Реките Ейри и Колдър са водосъбирателните трасета на областта, протичащи от запад на изток. Териториите на общините Брадфорд и Колдърдейл са доминирани от източните склонове на ниската планинска верига „Пенинс“.

### Административно деление
| Област / графство | Община     | Община | Главен град | Други селища                                                                                       |
| ----------------- | ---------- | ------ | ----------- | -------------------------------------------------------------------------------------------------- |
| Западен Йоркшър   | Брадфорд   |        | Брадфорд    | Кийдли, Шипли, Бингли, Илкли                                                                       |
| Западен Йоркшър   | Колдърдейл |        | Халифакс    | Бригаус, Елънд, Соуърбай Бридж, Хебдън Бридж, Тодмордън                                            |
| Западен Йоркшър   | Кърклийс   |        | Хъдърсфийлд | Батли, Клекхийтън, Денби Дейл, Дюсбъри, Хекмъндуайк, Кикбъртън, Мелтъм, Мърфийлд                   |
| Западен Йоркшър   | Лийдс      |        | Лийдс       | Гайсли, Морли, Ротуел, Отли, Пъдси, Уедърби                                                        |
| Западен Йоркшър   | Уейкфийлд  |        | Уейкфийлд   | Нормантън, Понтифракт, Фийдърстоун, Касълфорд, Нотингли, Осет, Хемсуърт, Саут Елмсол и Саут Къркби |

## Демография
С население от 2 161 200 жители към 2005 година, графството е на четвърто място във Великобритания отстъпвайки на Голям Лондон, Уест Мидландс и Голям Манчестър.
| Община     | Площ km2 | Население | Гъстота |
| ---------- | -------- | --------- | ------- |
| Брадфорд   | 366.42   | 497 400   | 1346    |
| Колдърдейл | 363.92   | 200 100   | 545     |
| Кърклийс   | 408.60   | 401 000   | 975     |
| Лийдс Сити | 551.72   | 761 100   | 1360    |
| Уейкфийлд  | 338.61   | 321 600   | 949     |